# John Perceval (2. hrabia Egmont)
John Perceval, 2. hrabia Egmont (ur. 25 lutego 1711, zm. 4 grudnia 1770 w Pall Mall w Londynie) – brytyjski arystokrata i polityk.

## Życiorys
Był najstarszym synem Johna Percevala, 1. hrabiego Egmont, i Catherine Parker, córki sir Philipa Parkera, 2. baroneta. Został ochrzczony w Westminster Palace w Londynie. W latach 1731–1748 reprezentował okręg Dingle w irlandzkiej Izbie Gmin.
W 1741 został wybrany do brytyjskiej Izby Gmin jako reprezentant okręgu Westminster. W 1747 zmienił okręg na Weobley. W 1754 został wybrany deputowanym z okręgu Bridgwater. W wyborach 1761 r. uzyskał także mandat z okręgu Ilchester, ale zdecydował się nadal reprezentować Bridgewater.
Po śmierci ojca w 1748 r. odziedziczył tytuł 2. hrabiego Egmont. Tytuł ten był kreowany w parostwie Irlandii, więc Egmont mógł nadal zasiadać w brytyjskiej Izbie Gmin. Dopiero w 1762 r. otrzymał tytuł 1. barona Lovel i Holland w parostwie Wielkiej Brytanii i zasiadł w Izbie Lordów.
W kwietniu 1748 r. został Lordem of the Bedchamber księcia Walii. W 1762 został poczmistrzem generalnym w rządzie lorda Bute’a. Kiedy w 1763 premierem został George Grenville, Egmont otrzymał stanowisko pierwszego lorda Admiralicji. Pozostał na tym do 1766.
Lord Egmont zmarł w 1770 r. Tytuły parowskie odziedziczył jego najstarszy syn, John. Na cześć hrabiego James Cook nazwał wulkan Egmont w Nowej Zelandii.

## Rodzina

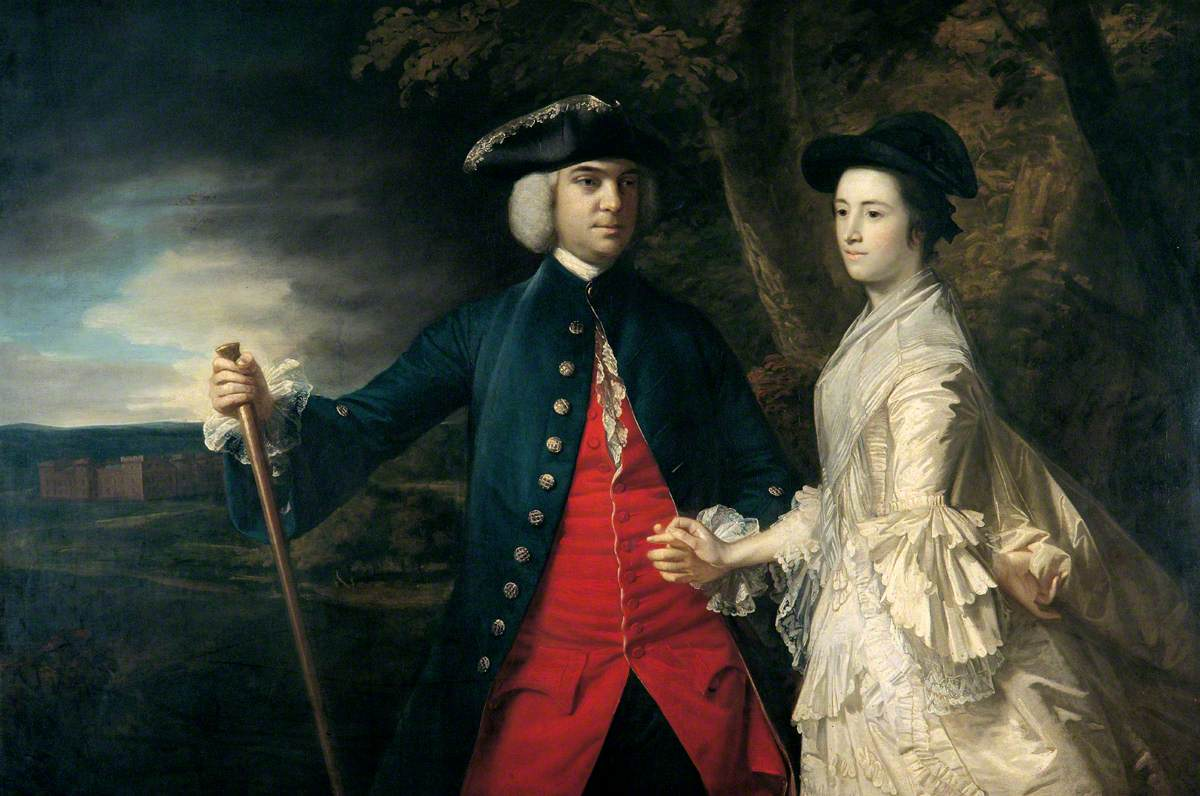
John Perceval z drugą żoną Katarzyną ok. 1759

15 lutego 1736 lub 1737 r. poślubił lady Catherine Cecil (zm. 16 sierpnia 1752), córkę Jamesa Cecila, 5. hrabiego Salisbury, i lady Anne Tufton, córki 6. hrabiego Thanet. John i Catherine mieli razem czterech synów i dwie córki:
- John James Perceval (23 stycznia 1738 – 25 lutego 1822), 3. hrabia Egmont
- Cecil Parker Perceval (19 października 1739 – 4 marca 1753)
- Philip Tufton Perceval (10 marca 1741 – 21 kwietnia 1785)
- Edward Perceval (21 kwietnia 1744–1829), ożenił się z Sarah Howarth, miał dzieci
- Catherine Egmont Perceval (ok. 1746 – czerwiec 1782), żona Thomasa Wynna, 1. barona Newborough, miała dzieci
- Frederick Augustus Perceval (11 lutego 1749 – 21 stycznia 1757)

26 stycznia 1756 r. w Charlton poślubił Catherine Compton (4 czerwca 1731 – 11 czerwca 1784), córkę Charlesa Comptona i Mary Lucy, córki sir Berkeleya Lucy’ego, 3. baroneta. John i Catherine mieli razem dwóch synów i trzy córki:
- Mary Perceval (zm. 18 września 1839), żona Andrew Drummonda, miała dzieci
- Margaret Perceval (zm. 12 grudnia 1854), żona Thomasa Walpole’a, miała dzieci
- Frances Perceval (zm. 22 sierpnia 1817), żona Johna Freemana-Mitforda, 1. barona Redesdale, miała dzieci
- Charles George Perceval (1 października 1756 – 5 lipca 1840), 2. baron Arden
- Spencer Perceval (1 listopada 1762 – 11 maja 1812)